# Necydalinae
De Necydalinae vormen een onderfamilie van kevers uit de familie van de boktorren (Cerambycidae).

## Geslachten
De Necydalinae omvatten de volgende geslachten:
- Atelopteryx Lacordaire, 1869
- Callisphyris Newman, 1840
- Cauarana Lane, 1974
- Hephaestioides Zajciw, 1961
- Hephaestion Newman, 1840
- Mendesina Lane, 1974
- Necydalis Linné, 1758
- Parahephaestion Melzer, 1930
- Planopus Bosq, 1953
- Rhathymoscelis Thomson, 1861
- Stenorhopalus Blanchard, 1851
- Ulochaetes LeConte, 1854